# 枕崎漁港
枕崎漁港（まくらざきぎょこう）は、鹿児島県枕崎市にある漁港。特定第3種漁港。管理者は鹿児島県。
1999年（平成11年）には漁港単独としては初めてとなる関税法における開港指定を受けた。

## 概要
- 管理者 - 鹿児島県
- 漁業協同組合 - 枕崎市
- 組合員数 - 1,395名（2001年（平成13年）12月）
- 漁港番号 - 4930010
- 水揚量 - 69,000トン（2004年）【全国10位】
- 施設用地 - 189,030㎡

## 沿革
- 1969年（昭和44年）3月3日 - 特定第3種漁港に指定

## 主な魚種
- アジ類 - 2002年（平成14年）陸揚げ量全国第3位
- カツオ
- サバ
- マグロ
- イワシ

## 主な漁業
- まき網漁業
- 釣り（遠洋・沿岸カツオ一本釣り）